# Nysius senecionis
Nysius senecionis ist eine Wanze aus der Familie der Bodenwanzen (Lygaeidae).

## Merkmale
Die Wanzen werden 3,9 bis 4,8 Millimeter lang. Sie sind wie viele Arten der Gattung Nysius schwer bestimmbar. Die Art hat ein blasses zweites Fühlerglied, das basal einen dunklen Ring trägt. Die Membranen der Hemielytren sind in der Regel klar und ungezeichnet. Von der sehr ähnlichen Art Nysius graminicola kann man sie durch das kürzere erste Segment der Tarsen der Hinterbeine unterscheiden, das einschließlich der Klauen weniger lang ist als das zweite und dritte Tarsenglied zusammen. Außerdem besitzen sie auf den Metapleuren einen ausgedehnten matten Bereich.

## Verbreitung und Lebensraum
Die Art ist in Mittel-, Ost- und Südeuropa, sowie im Osten bis nach Zentralasien und im Süden in ganz Afrika (dort mit der Unterart Nysius senecionis binotatus) verbreitet. Sie ist in Mitteleuropa verbreitet und vielerorts häufig. Im Tiefland Nordwestdeutschlands ist sie verhältnismäßig selten. In Großbritannien ist sie erst seit 1992 nachgewiesen, aber mittlerweile in großen Teilen des Südens bis nördlich nach Yorkshire weit verbreitet und häufig. Besiedelt werden trockene, warme, offene Lebensräume, besonders auf sandigen Böden. Dort können sie so individuenreich auftreten, dass sie an Kulturpflanzen schädlich werden können.

## Lebensweise

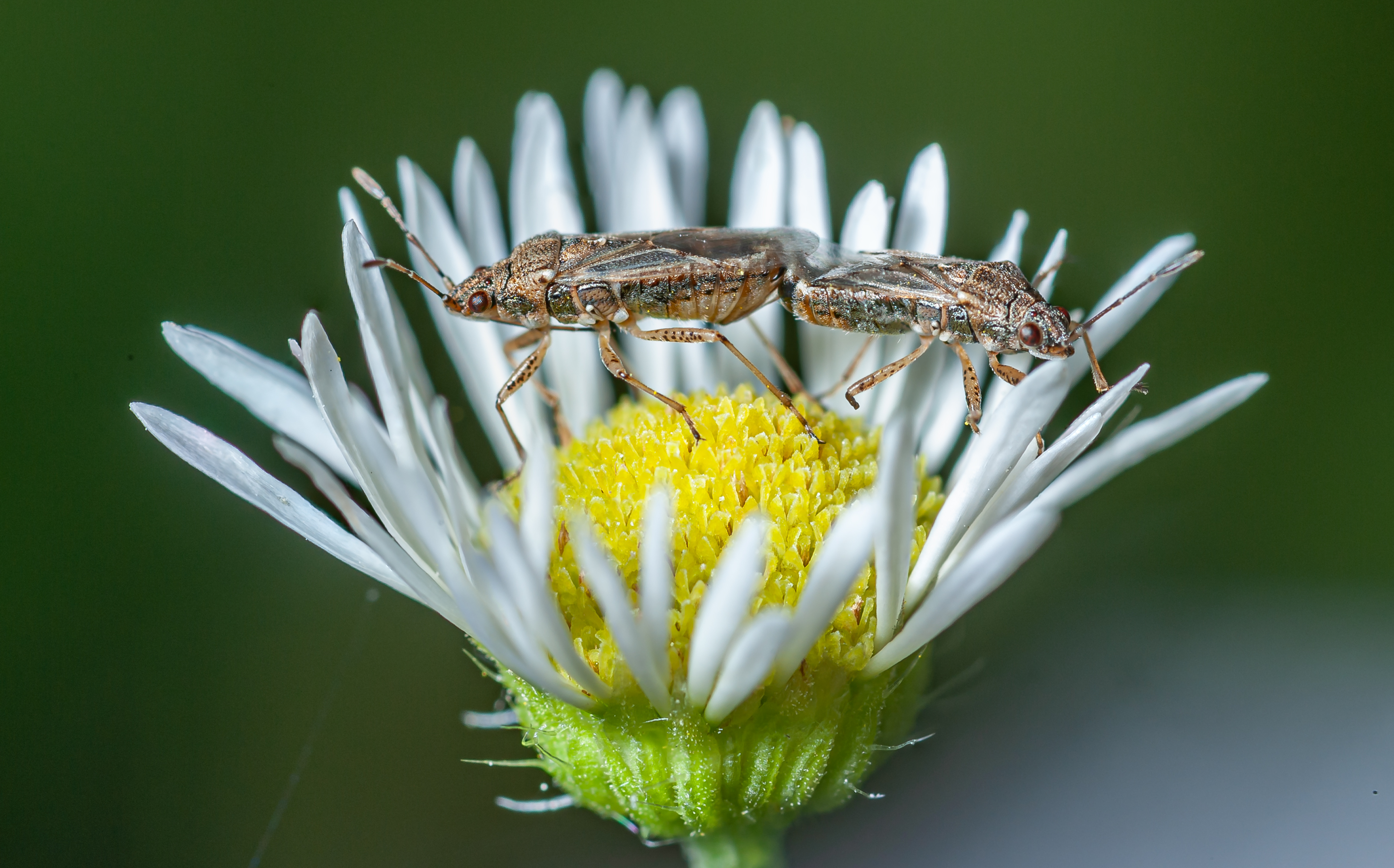
Copula

Die Tiere leben polyphag an verschiedenen Pflanzen, vor allem aber an Korbblütlern (Asteraceae) und hier wiederum besonders an Greiskräutern (Senecio), Artemisia und Kamillen (Matricaria). Die Imagines halten sich weniger häufig auf dem Boden auf als Nysius thymi und sitzen eher in der Krautschicht. Sie überwintern unter loser Rinde und ähnlichem. Die Weibchen legen ihre Eier an den Nahrungspflanzen ab. Da den gesamten Sommer über Nymphen und Imagines auftreten, ist davon auszugehen, dass sich zumindest zwei, einander überlappende Generationen pro Jahr ausgebildet werden. Die Paarung kann man von Mai bis September beobachten.

## Belege